# كاناردو
حكيم محيد (المولود في تراب، الإيفلين، فرنسا في 22 سبتمبر / أيلول 1984) والمعروف باسم كاناردو (بالفرنسية Canardo) هو رابر ومغني ومنتج فرنسي من أصل مغربي. بعد العمل مع Banlieue Sale Music ابتداء من 2007، أسس غام 2011 شركته الخاصة Henijai Music. أشهر أغانيه M'en aller بالاشتراك مع طال.
هو أصغر الأولاد السبعة لعائلة مغربية، وهو الأخ الأصغر للرابر الفرنسي المغربي لا فوين (La Fouine).

## الألبومات والميكس تايب
- 2010: Papillon
- 2010: (Papillon II (Mixtape
- 2012: (À la youv (Mixtape

## روابط خارجية
- كاناردو على موقع ميوزك برينز (الإنجليزية)
- كاناردو على موقع ديسكوغز (الإنجليزية)